# Agustín Daza
Agustín Daza y Vázquez (Cuéllar, 1576 – Valladolid, 1657) fue un sacerdote católico español que ocupó los cargos de doctor, deán y canónigo de la catedral de Segovia, capellán de honor y secretario de Felipe IV de España, consultor y juez ordinario de la Santa Inquisición de Toledo y gobernador de los Estados del duque de Alburquerque. Fue fundador del Monte de Piedad de San Francisco, el segundo Monte de Piedad de España.
Fue hermano del franciscano Antonio Daza, cronista de su orden.

## Biografía
Nació en Cuéllar en 1576, y fue bautizado el 27 de agosto del mismo año en la iglesia de San Miguel, siendo hijo de Agustín y Mencía. 
Cursó sus primeras letras en el Estudio de Gramática de su villa natal, completando después fuera de ella su educación hasta obtener el doctorado. Perteneció a la Cofradía de la Cruz de los Caballeros Hijosdalgo, y su familia estuvo registrada en la Casa de los Linajes de Cuéllar. Comenzó su ascenso eclesiástico en Valladolid, donde fue destinado a la catedral de Segovia. Posteriormente se trasladó a Roma, para terminar volviendo a España como capellán y secretario de Felipe IV de España. 
Realizó una serie de fundaciones, entre las que destacan el Monte de Piedad de San Francisco, el segundo más antiguo de España, el hospital de la Cruz y una cuantiosa obra pía en beneficio de los labradores de Cuéllar, una especie de banco de cereal que realizaba préstamos a los agricultores, con sede en el denominado granero de Agustín Daza; fundó además la capilla familiar en el monasterio de San Francisco. Falleció en Valladolid en 1657 siendo gobernador de los Estados del duque de Alburquerque.